# ابراهیم احمدی
ابراهیم احمدی یکی از بازیکنان تیم ملی بسکتبال با ویلچر اهل ایران است.لژونر تیم اسپایدر لیگ برتر انگلستان

## افتخارات
- نشان برنز بازی‌های پاراآسیایی ۲۰۱۴ به میزبانی اینچئون، کره جنوبی[۱][۲][۳]